# 리처드 빌
리처드 빌(Richard Beale, 1920년 5월 13일 ~ 2017년 3월 27일)은 배우이다. 서머싯주에서 사망하였다.

## 영화
- 영 비지터스 (2003년)
- 헤드 윈 (1992년)
- 보물섬 (1990년)
- 이스트엔더스 (1985년)
- 더 빌 (1984년)
- 카밀 (1984년)
- 비밀특공대 (1977년)
- 포 페더스 (1978, The Four Feathers)
- 마담 보바리 (1975년)
- 독수리 요새 (1968년)
- Z 카스 (1962년)